# Bad Brains
O Bad Brains é uma influente banda americana de hardcore e reggae, formada em Washington,DC em 1977. São considerados um dos pioneiros do hardcore.
Originalmente formada com influências de funk e jazz fusion, a banda desenvolveu um punk rock muito mais rápido, intenso e musicalmente mais complexo e extremo que os seus contemporâneos. É considerada uma das primeiras bandas americanas de hardcore e, alguns anos depois foram os primeiros a fazer a fusão do heavy metal com o funk. Eles também são adeptos da música reggae, sendo seguidores da religião rastafári.

## História

### O início
A banda foi formada com o nome de Mind Power pelo guitarrista de jazz fusion Dr. Know (Gary Miller), em 1977. Junto a ele havia o vocalista Sid McCray, o baixista Darryl Jennifer e o baterista Earl Hudson. O som era basicamente funk e jazz fusion.
Ainda em 1978, o vocalista apresenta o punk rock para o resto da banda, que já andava escutando Black Sabbath na época, e isso mudou toda a percepção da banda. Por influência do vocalista, a banda fica obcecada pelo punk rock e mudam o seu nome para Bad Brains, nome de uma música do Ramones, mas o Bad (mau) com o sentido de poderoso. Antes da banda gravar, McCray é substituído por H.R., irmão do baterista. Apesar do forte envolvimento com o punk rock a banda tinha uma forte ligação com o reggae, que segundo boatos foi depois de ver Bob Marley em um show, que os integrantes mergulharam fundo no reggae adotaram como filosofia de vida a religião rastafári.
Com vários shows, a banda rapidamente se torna uma das bandas punk mais populares na costa leste, principalmente em sua cidade natal Washington DC. Ainda no começo, a banda ficou conhecida em Washington por ser formada apenas por integrantes afro-americanos, o que era uma certa novidade para a época e também pelas apresentações enérgicas e o talento dos músicos, que tocavam um hardcore mais complexo e bem trabalhado. Por volta de 1979, o Bad Brains foi "banido" de diversos locais de shows, mudando-se mais tarde para a cidade de Nova York. Essa fase seria relatada mais à frente na música "Banned in D.C.". Suas performances na época eram lendárias e suas gravações já eram difíceis de achar. O primeiro single "Pay To Cum" foi prensado em poucas cópias e, em 1982, o álbum de estreia Bad Brains foi lançado apenas em formato de fita cassete pela gravadora ROIR. Em seguimento ao lançamento da fita, o grupo lançou outros outros EPs, até que em 1982 são contratados pela gravadora PVC lançando logo em seguida o álbum Rock For Light, que trazia algumas regravações do primeiro disco, foi produzido por Ric Ocasek (ex-integrante do grupo new-wave The Cars).

### Novas influências
Com os gloriosos tempos de banda independente para trás os shows começaram a ficar para trás também, fazendo assim a banda lendária no hardcore americano, pois poucos fãs podiam realmente escutá-los devido a fraca distribuição do álbum e um agendamento para shows quase nulo. A banda demorou quase três anos para lançar outro álbum de estúdio, mas finalmente em 1986 sai pela SST Records o clássico I Against I, que é um álbum aclamado pela crítica de punk hardcore americano misturando Funk, Soul, e Heavy Metal, que para muitos foi o apogeu criativo da banda. O único da carreira do grupo que não traz Reggae. Há quem diga que o I Against I representa para o Bad Brains o mesmo que o London Calling representou para o The Clash.
Neste tempo de pausa de um álbum para o outro, o grupo desenvolveu influências de Heavy metal e o resultado disso é que o álbum foi severamente criticado, e os fãs do começo da banda torceram o nariz para essas mudanças. Isso acabou também dividindo a banda, com Dr. Know e Daryl querendo tocar um rock mais pesado e, H.R. e Earl Hudson querendo devotar-se ao reggae. Mais ou menos três anos depois, H.R. e Hudson acabaram saindo para fazer álbuns de reggae, e em 1989 eles são substituídos por Israel Joseph-I (Dexter Pinto) e pelo ex-Cro-Mags Mackie Jayson, respectivamente. Logo em seguida sai dois álbuns ao vivo, um pela gravadora PVC e um independente.
Ainda em 1989 sai o álbum Quickness, que com sua sonoridade mais pesada, influenciada pelos intercâmbios entre o hardcore e o metal que ocorriam na época, neste álbum, a banda continua o mesmo estilo que usou em I Against I. Ainda assim, a maioria dos fãs considera Quickness um clássico. Uma curiosidade é que a banda começou a gravar o disco com outro vocalista (vide as discordâncias do parágrafo anterior), mas H.R. e seu irmão Earl voltaram à banda a tempo de regravar os vocais. Como não era possível regravar a bateria, o disco conta com Mackie Jayson na bateria. No final da turnê do Quickness, H.R. deixou a banda e foi substituído por Chuck Mosley, e logo depois, o Bad Brains se separou novamente.

### Anos 1990 até os dias de hoje
Com a explosão do rock alternativo nos anos 1990, Dr. Know foi abordado por Epic Records em 1992, oferecendo à banda um contrato por uma grande gravadora. E em 1993 foi lançado o álbum Rise gravado com o baterista Mackie Jayson (que havia tocado como músico em Quickness) e com o vocalista Israel Joseph I. O álbum foi um fracasso de vendas e foi despedido da gravadora. Alguns anos depois a banda assinou com a gravadora da cantora pop Madonna, a Maverick Records, mas com uma condição, só lançaria o álbum com a formação original. E assim é lançado God of Love em 1995, com péssimas críticas e vendas fracas. Logo depois do lançamento do álbum, H.R. e Hudson saíram novamente da banda e devido a um contrato medonho, a banda perdeu o direito a usar seu nome original, fato que gerou fortes críticas a gravadora.

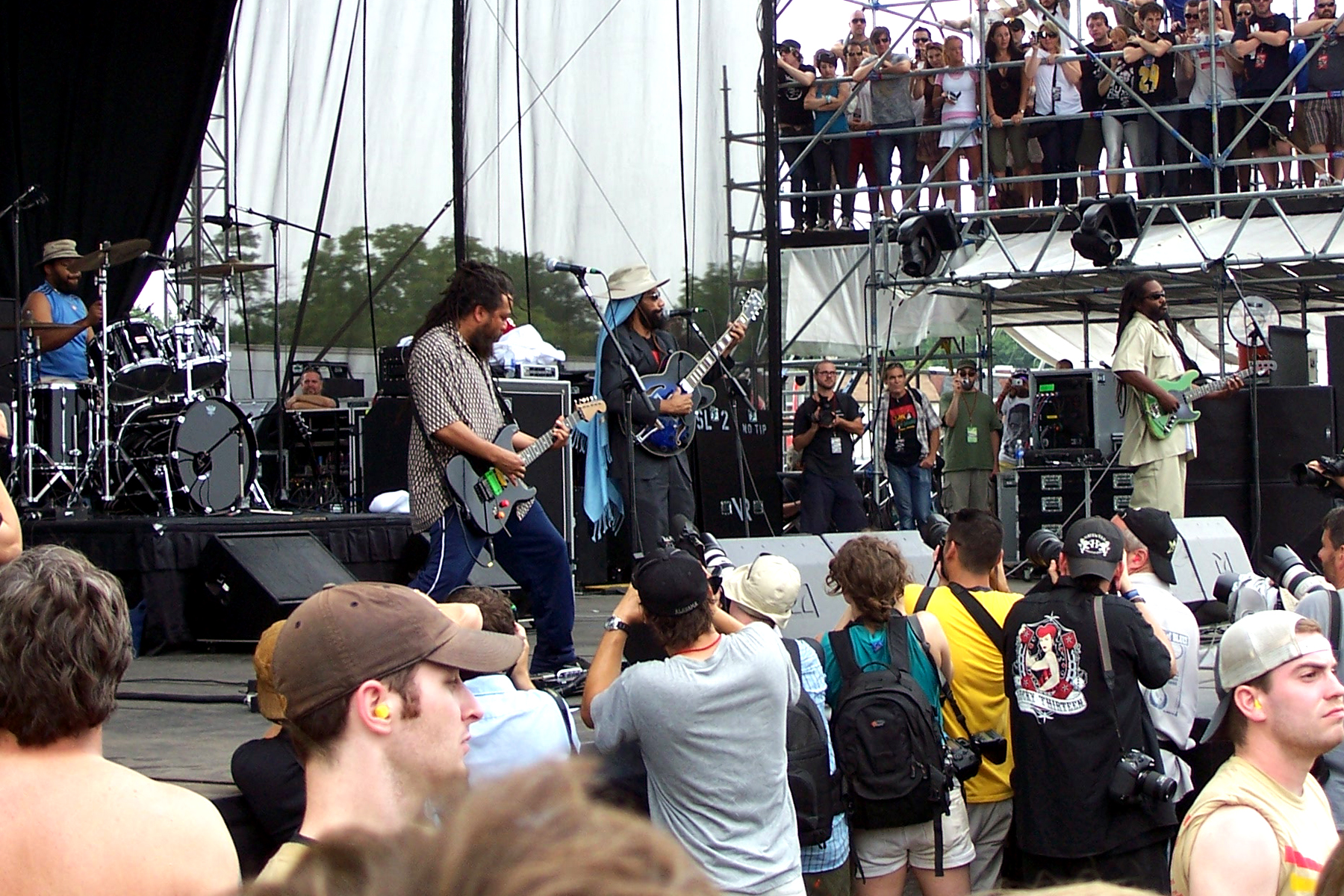

Em 1998 a banda voltou a tocar com a formação clássica, só que com o nome Soul Brains. A banda relançou algumas da suas primeiras gravações como Black Dots e o EP Omega Sessions. De 1998 á 2001, a formação original viajou sob o nome de Soul Brains. Um álbum ao vivo, A Bad Brains Reunion Live from Marítima Municipal foi lançado em 2001.
O músico, Dr. Know apresentou-se como F.V.K (nome de uma das músicas da banda), com a participação do ex-vocalista do Cro Mags, Harley, apresentando só músicas antigas do Bad Brains.
A banda ganhou um tributo chamado Never Give In: A Tribute To Bad Brains, com bandas grandes da cena metal/hardcore como Sepultura, Downset e Moby, que saiu no Brasil pela gravadora holandesa Century Media Records.
No fim de 2006, a banda voltou com a formação original para os últimos shows na casa CBGB. Com o sucesso da apresentação, a banda voltou de vez e lança o álbum de inéditas, Build A Nation, produzido por Adam Yauch, integrante do Beastie Boys. A banda agora é contratada da gravadora Megaforce Records, famosa por lançar bandas de metalcore.

## Formação

### Atual
- H.R. — guitarra (1977–1978), vocal (1978–1984, 1986–1989, 1990, 1994–1995, 1997–atualmente)
- Dr. Know — guitarra (1977–1984, 1986–1995, 1997–atualmente)
- Darryl Jenifer — baixo (1977–1984, 1986–1995, 1997–atualmente)
- Earl Hudson — bateria, percussão (1977–1984, 1986–1991, 1994–1995, 1997–atualmente)

### Antigos membros
- Sid McCray — vocal (1977–1978)
- Chuck Mosley — vocal (1990–1991)
- Israel Joseph I — vocal (1991–1994, 2009)
- Mackie Jayson — bateria, percussão (1991–1994)

### Linha do tempo
| Papel        | Ano            | Ano            | Ano            | Ano            | Ano             | Ano            | Ano             | Ano |
| Papel        | 1977–1979      | 1979–1984      | 1986–1990      | 1990–1991      | 1991–1994       | 1994–1995      | 1997–atualmente |     |
| ------------ | -------------- | -------------- | -------------- | -------------- | --------------- | -------------- | --------------- | --- |
| Vocais       | Sid McCray     | H.R.           | H.R.           | Chuck Mosley   | Israel Joseph I | H.R.           | H.R.            |     |
| Guitarristas | Dr. Know       | Dr. Know       | Dr. Know       | Dr. Know       | Dr. Know        | Dr. Know       | Dr. Know        |     |
| Baixistas    | Darryl Jenifer | Darryl Jenifer | Darryl Jenifer | Darryl Jenifer | Darryl Jenifer  | Darryl Jenifer | Darryl Jenifer  |     |
| Bateristas   | Earl Hudson    | Earl Hudson    | Earl Hudson    | Earl Hudson    | Mackie Jayson   | Earl Hudson    | Earl Hudson     |     |

- Nota: O Bad Brains ficou inativo nos períodos entre 1984-1986, e de 1995-1997.

## Discografia
- Black Dots (Gravado em 1978, lançado apenas em 1996)
- Bad Brains (1982)
- Rock For Light (1983)
- I Against I (1986)
- Quickness (1989)
- Rise (1993)
- God of Love (1995)
- I & I Survived (2003)
- Build a Nation (2007)
- Into the Future (2012